# Дом отдыха Голубой залив
Дом отдыха Голубой залив (каз. Көгілдіршығанақ демалыс үйі) — упразднённый населённый пункт в Алтайском районе Восточно-Казахстанской области Казахстана. Упразднён в 2019 году. Входил в состав Ново-Бухтарминской поселковой администрации. Код КАТО — 634835400.

## Население
По данным всесоюзной переписи 1989 года в поселке Голубой Залив проживало 664 человека, в большинстве русские.
В 1999 году население населённого пункта составляло 296 человек (129 мужчин и 167 женщин). По данным переписи 2009 года в населённом пункте проживало 57 человек (28 мужчин и 29 женщин).